# Nele Schröder-Griebel
Nele Schröder-Griebel, geborene Nele Schröder, (* 2. September 1981 in Frankfurt am Main) ist eine deutsche Klassische Archäologin.

## Leben
Nele Schröder studierte von 2000 bis 2005 im Hauptfach Klassische Archäologie, in den Nebenfächern belegte sie Alte Geschichte, Neogräzistik sowie Spätantike und Byzantinische Kunstgeschichte an der Universität München und der Universität Florenz. Sie schloss ihr Studium mit der Magisterarbeit Die Statuenausstattung der Caracalla-Thermen in Rom ab. Es schloss sich ein Promotionsstudium in München und an der Universität Freiburg an. Während dieser Zeit war Schröder zunächst von 2005 bis 2006 sowie von 2008 bis 2009 wissenschaftliche Angestellte an der Archäologischen Staatssammlung in München, dazwischen von 2006 bis 2007 wissenschaftliche Hilfskraft des Projektes Die hellenistische Polis als Lebensform des Schwerpunktprogrammes 1209 der Deutschen Forschungsgemeinschaft an der Kommission für Alte Geschichte und Epigraphik des Deutschen Archäologischen Instituts. Die Promotion erfolgte 2009 mit einer Dissertation zum Thema Porträts in römischen Thermenanlagen. Kontexte – Formen – Funktionen bei Ralf von den Hoff, Zweitgutachter war Rolf Michael Schneider. 2009 wurde sie wissenschaftliche Angestellte des vom Bundesbildungsministerium geförderten Projektes Berliner Skulpturennetzwerk – Kontextualisierung und Übersetzung antiker Plastik am Institut für Klassische Archäologie an der Freien Universität Berlin. 2012 vertrat sie eine weitere wissenschaftliche Angestellte der FU Berlin während ihres Mutterschaftsurlaubes.
Für die Dissertation wurde Schröder 2012 das Reisestipendium des Deutschen Archäologischen Instituts zugesprochen, das sie 2013 antrat und mit dem sie den Mittelmeerraum bereiste. Nach der Rückkehr nach Deutschland wurde sie 2013 als Nachfolgerin von Wilfred Geominy Kustodin des Akademischen Kunstmuseums der Universität Bonn und Akademische Rätin am Institut für Klassische Archäologie der Universität und verblieb in dieser Position bis zum Ende des Jahres 2016. Seit 2017 ist sie mit Andrea Schmölder-Veit leitende Konservatorin des Museums für Abgüsse Klassischer Bildwerke in München.

## Veröffentlichungen (Auswahl)
- Porträts in römischen Thermenanlagen: Kontexte – Formen – Funktionen. Freiburg 2009 [Dissertation].
- Herausgeberin mit Lorenz Winkler-Horaček: …von gestern bis morgen…. Zur Geschichte der Berliner Gipsabguss-Sammlung(en). Eine Ausstellung der Abguss-Sammlung Antiker Plastik des Instituts für Klassische Archäologie der Freien Universität Berlin in Kooperation mit dem Winckelmann-Institut der Humboldt-Universität zu Berlin. Leidorf, Rahden 2012, ISBN 978-3-89646-068-4.
- Herausgeberin mit Frank Rumscheid: Ferne Zeit. Zeugnisse frühgriechischer Kunst im Akademischen Kunstmuseum Bonn. Habelt, Bonn 2014, ISBN 978-3-7749-3908-0.
- Herausgeberin: „Ein lehrreicher Überblick“ – Georg Loeschcke und das Akademische Kunstmuseum. Ausstellung im Akademischen Kunstmuseum Bonn zum 100. Todestag Georg Loeschckes, 26.11.2015 bis 14.2.2016. Habelt, Bonn 2015, ISBN 978-3-7749-4002-4.
- Herausgeberin mit Andrea Schmölder-Veit: Lebendiger Gips. 150 Jahre Museum für Abgüsse Klassischer Bildwerke. München 2019, ISBN  978-3-947450-76-3 (Digitalisat).
- mit Ulrich Hofstätter, Andrea Schmölder-Veit (Hrsg.): Das antike Olympia in München: 1972–2022.: Propylaeum, Heidelberg 2022, ISBN  978-3-96929-122-1 (Digitalisat).